# Bruce M. Lockhart
Bruce McFarland Lockhart (* 1960) ist ein US-amerikanischer Historiker, Linguist und Südostasienwissenschaftler, der an der Nationaluniversität von Singapur lehrt. Sein Forschungsschwerpunkt ist die Geschichte von Thailand, Laos und besonders Vietnam. 

## Leben
Bruce Lockhart wuchs in einer Kleinstadt bei Philadelphia auf. In seiner Nachbarschaft wurden nach dem Ende des Vietnamkrieges zahlreiche Flüchtlinge aus Südvietnam angesiedelt. Lockharts neue vietnamesische Nachbarn wurden für ihn bald gute Freunde, die sein Interesse an der Kultur ihres Heimatlandes weckten und ihm die vietnamesische Sprache beibrachten. 
Er studierte daraufhin Asienwissenschaften und Linguistik (Asian studies and Linguistics) an der Cornell University, gefolgt von einem Masterstudiengang Ostasienwissenschaften (East Asian Studies) in Yale. Im Anschluss kehrte er für seine Promotion an die Cornell University zurück; 1990 erschien seine Dissertation über die Monarchie in Siam und Vietnam.
Da es für ihn als Amerikaner extrem schwierig war eine Einreisegenehmigung für Vietnam zu erhalten, ging er stattdessen ins politisch schon etwas offenere Laos, wo er als Freiwilliger für eine christliche Hilfsorganisationen Englisch unterrichtete. 
Nach drei Jahren durfte er dann nach Vietnam einreisen und erhielt eine Stelle als Englischlehrer an einer Universität in Hanoi, die er ebenfalls drei Jahre lang ausübte.
Im Jahr 1998 wurde Lockhart schließlich Dozent an der National University von Singapur, wo er seitdem tätig ist. Inzwischen (Stand 2020) ist er hier Associate Professor und Vizedekan für das Graduiertenstudium des Fachbereichs Geschichte. Seine Vorlesungen wurden von mit dem Teaching Excellence Award und dem Outstanding Educator Award der Universität ausgezeichnet.

## Forschung und Werke
Bruce Lockhart, der Französisch, Thai, Laotisch, Vietnamesisch und Chinesisch fließend spricht, beschäftigt sich bei seinen Forschungen in erster Linie mit der Geschichte des kontinentalen Südostasiens, insbesondere mit Vietnam, Laos und Thailand – also den Ländern, wo er selbst vor Ort tätig war. 
Bereits während seiner Promotion befasste er sich mit dem Themenkomplex „Monarchie und Königtum“. In seinen Büchern „Monarchy in Siam and Vietnam, 1925–1946“ (1990) und „The End of the Vietnamese Monarchy“ (1993) beschreibt er die Entwicklung der konstitutionellen Monarchie in Thailand und den parallelen Niedergang der vietnamesischen Monarchie in der ersten Hälfte des 20. Jahrhunderts. 
Daneben veröffentlichte er mehrere Fachartikel zur vietnamesischen und laotischen Historiographie, in denen er untersuchte, wie diese Länder ihre eigene Geschichte wahrnehmen und aufzeichnen. 
Gemeinsam mit William J. Duiker zeichnete er sich 2006 für die dritte Ausgabe des Nachschlagewerks „Historical Dictionary of Vietnam“ verantwortlich. Im Jahr 2010 erschien eine Neuveröffentlichung unter dem Titel „The A to Z of Vietnam“. 
Als Mitherausgeber und Co-Autor ist er an vielen weiteren Werken beteiligt, unter anderem an M. C. Ricklefs’ Überblicksdarstellung „A New History of Southeast Asia“ (2010) und Masaya Shiraishis Forschungsprojekt über die japanisch-französisch-vietnamesischen Beziehungen während des Zweiten Weltkrieges. Er ist Mitherausgeber der Sammelwerke „Studies in Malaysian and Singapore history“ (2010, mit Lim Tse Siang) sowie „The Cham of Vietnam: History, Society and Art“ (2011, mit Trà̂n Kỳ Phương).